# Megra
Megra is een geslacht van rechtvleugeligen uit de familie Pyrgomorphidae. De wetenschappelijke naam van dit geslacht is voor het eerst geldig gepubliceerd in 1923 door Campion.

## Soorten
Het geslacht Megra omvat de volgende soorten:
- Megra flava Willemse, 1922
- Megra trimaculata Willemse, 1955